# N-2A
La N-2A está formada por los tramos antiguos de la N-2 que han quedado como vía de servicio de la A-2. Pasa por las provincias de Madrid, Guadalajara, Soria, Zaragoza, Huesca, Lérida, Barcelona y Gerona.